# Lepilemur sahamalazensis
Lepilemur sahamalazensis là một loài vượn cáo đặc hữu Madagascar. Nó có tổng chiều dài khoảng 51 đến 54 cm, trong đó có 26–27 cm là chiều dài đuôi. Loài vượn cáo này được tìm thấy ở tây bắc Madagascar, nơi nó sinh sống ở rừng bán ẩm và một số rừng thứ cấp.